# Benquerencia de la Serena
Benquerencia de la Serena és un municipi de la província de Badajoz, a la comunitat autònoma d'Extremadura.

## Demografia
| Variació demogràfica del municipi entre 1991 i 2004 | Variació demogràfica del municipi entre 1991 i 2004 | Variació demogràfica del municipi entre 1991 i 2004 | Variació demogràfica del municipi entre 1991 i 2004 |
| --------------------------------------------------- | --------------------------------------------------- | --------------------------------------------------- | --------------------------------------------------- |
| 1991                                                | 1996                                                | 2001                                                | 2004                                                |
| 1190                                                | 1117                                                | 985                                                 | 969                                                 |

## Història
A la pedania d'Helechal es va dur a terme l'assassinat de quatre presos polítics l'1 de febrer de 1949, fet conegut com els assassinats del cortijo de l'Enjembraero.